# 1+
The Beatles 1+, noto anche come 1+, è una compilation dei Beatles pubblicata il 6 novembre del 2015; è la versione "deluxe" della raccolta The Beatles 1 uscita nel 2000.
La maggior parte delle tracce incluse in 1 furono remixate per l'occasione dai nastri originali da Giles Martin, figlio del produttore dei Beatles George Martin, eccezion fatta per le prime tre canzoni, presentate nel missaggio mono originale. In aggiunta ai nuovi mix, sono inclusi anche missaggi surround sound 5.1 indicati come Dolby TrueHD e DTS-HD Master Audio nella versione Blu-ray e Dolby Digital e DTS nella versione DVD.
1+ include inoltre 50 videoclip/filmati promozionali, e un commento audio da parte di Paul McCartney e Ringo Starr. Tutti i video sono stati restaurati digitalmente, e resi disponibili in formato DVD e Blu-ray.
La raccolta è stata distribuita in vari formati: standard CD, CD/DVD, CD/Blu-ray, CD/2DVD, CD/2Blu-ray. Le edizioni su triplo disco includono anche un libro illustrato da 124 pagine.

## Tracce

### CD
1. Love Me Do - 2.20
2. From Me to You - 1.55
3. She Loves You - 2.21
4. I Want to Hold Your Hand - 2.23
5. Can't Buy Me Love - 2.12
6. A Hard Day's Night - 2.32
7. I Feel Fine - 2.18
8. Eight Days a Week - 2.44
9. Ticket to Ride - 3.12
10. Help! - 2.16
11. Yesterday - 2.04
12. Day Tripper - 2.40
13. We Can Work It Out - 2.12
14. Paperback Writer - 2.17
15. Yellow Submarine - 2.43
16. Eleanor Rigby - 2.03
17. Penny Lane - 3.00
18. All You Need Is Love - 3.47
19. Hello, Goodbye - 3.24
20. Lady Madonna - 2.18
21. Hey Jude - 7.04
22. Get Back - 3.10
23. The Ballad of John and Yoko - 2.59
24. Something - 3.00
25. Come Together - 4.24
26. Let It Be - 3.48
27. The Long and Winding Road - 3.38

### Primo DVD/Blu-ray
1. Love Me Do - 2.20
2. From Me to You - 1.55
3. She Loves You - 2.21
4. I Want to Hold Your Hand - 2.23
5. Can't Buy Me Love - 2.12
6. A Hard Day's Night - 2.32
7. I Feel Fine - 2.18
8. Eight Days a Week - 2.44
9. Ticket to Ride - 3.12
10. Help! - 2.16
11. Yesterday - 2.04
12. Day Tripper - 2.40
13. We Can Work It Out - 2.12
14. Paperback Writer - 2.17
15. Yellow Submarine - 2.43
16. Eleanor Rigby - 2.03
17. Penny Lane - 3.00
18. All You Need Is Love - 3.47
19. Hello, Goodbye - 3.24
20. Lady Madonna - 2.18
21. Hey Jude - 7.04
22. Get Back - 3.10
23. The Ballad of John and Yoko - 2.59
24. Something - 3.00
25. Come Together - 4.24
26. Let It Be - 3.48
27. The Long and Winding Road - 3.38

### Secondo DVD/Blu-ray
1. Twist and Shout (Bert Berns/Phil Medley) (Esibizione filmata allo Studio Four, Granada TV Centre, Manchester, Inghilterra, 14 agosto 1963 come parte del programma Scene at 6.30)
2. Baby It's You (Burt Bacharach/Mack David/Barney Williams) (Esibizione tratta dalla seconda puntata del programma radiofonico della BBC Pop Go the Beatles, registrata il 1º giugno 1963, trasmessa l'11 giugno; sincronizzata con immagini in bianco e nero dei Beatles che ballano utilizzate in precedenza in occasione della pubblicazione dell'album Live at the BBC del 1995)
3. Words of Love (Buddy Holly) (Esibizione tratta dalla decima puntata di Pop Go the Beatles, registrata il 16 luglio 1963, trasmessa il 20 agosto, con effetti sonori aggiunti in post-produzione)
4. Please Please Me (Esibizione tratta dal The Ed Sullivan Show, registrata il 9 febbraio 1964 allo Studio 50, New York City, New York, trasmessa il 23 febbraio)
5. I Feel Fine (Filmato promozionale alternativo. Girato ai Twickenham Film Studios, Middlesex, Inghilterra, 23 novembre 1965)
6. Day Tripper (Esibizione in playback filmata per lo speciale televisivo The Music of Lennon and McCartney (Granada TV Centre, Manchester, Inghilterra, 1–2 novembre 1965), trasmesso il 16 dicembre 1965 a Londra, e il 17 dicembre nel resto del Paese)
7. Day Tripper (Filmato promozionale alternativo. Girato ai Twickenham Film Studios, Middlesex, Inghilterra, 23 novembre 1965)
8. We Can Work It Out (Filmato promozionale alternativo. Girato ai Twickenham Film Studios, Middlesex, Inghilterra, 23 novembre 1965)
9. Paperback Writer (Filmato promozionale alternativo. Girato allo Studio One, Abbey Road Studios, Londra, Inghilterra, 19 maggio 1966)
10. Rain (Filmato promozionale a colori girato a Chiswick House, Chiswick, Londra, Inghilterra, 20 maggio 1966; trasmesso in bianco e nero su Top of the Pops)
11. Rain (Filmato promozionale alternativo. Girato allo Studio One, Abbey Road Studios, Londra, Inghilterra, 19 maggio 1966; trasmesso in bianco e nero su Ready Steady Go! il 3 giugno)
12. Strawberry Fields Forever (Filmato promozionale girato a Knole Park, Sevenoaks, Kent, 30–31 gennaio 1967; successivamente trasmesso come sola clip audio durante la trasmissione Juke Box Jury e integralmente a Top of the Pops)
13. Within You Without You/Tomorrow Never Knows (Mash-up creato appositamente per la raccolta Love del 2006)
14. A Day in the Life (Filmato promozionale girato allo Studio One, Abbey Road Studios, Londra, Inghilterra, 10 febbraio 1967, durante le sedute di registrazione della stessa canzone)
15. Hello, Goodbye (Filmato promozionale alternativo girato nel Saville Theatre, Londra, Inghilterra, 10 novembre 1967; si vedono i Beatles nei "vestiti di tutti i giorni")
16. Hello, Goodbye (Terza versione del video promozionale. Riprese effettuate nel Saville Theatre, Londra, Inghilterra, 10 novembre 1967; è una combinazione dei due videoclip precedenti con l'aggiunta di materiale suppletivo)
17. Hey Bulldog (Filmato promozionale girato allo Studio Three, Abbey Road Studios, Londra, Inghilterra, 11 febbraio 1968, durante le sedute di registrazione della stessa canzone; immagini in precedenza utilizzate come videoclip per Lady Madonna)
18. Hey Jude (Filmato promozionale alternativo effettuato il 4 settembre 1968, con traccia vocale dal vivo di McCartney; le differenze audio rispetto alla versione inclusa sul primo disco sono nell'introduzione della canzone e nella voce di McCartney)
19. Revolution (Filmato promozionale effettuato il 4 settembre 1968 ai Twickenham Film Studios, Middlesex, Inghilterra, con traccia vocale dal vivo; trasmesso a Top of the Pops il 19 settembre e il 13 ottobre in The Smothers Brothers Comedy Hour, in entrambi i casi in bianco e nero)
20. Get Back (Immagini girate ai Twickenham Studios e Apple Studio, Saville Row, Londra, Inghilterra, il 28 gennaio 1969, e montate insieme come filmato promozionale per l'uscita di Let It Be... Naked del 2003)
21. Don't Let Me Down (Traccia audio tratta dall'album Let It Be... Naked, le immagini sono un montaggio delle due esecuzioni del brano durante il famoso concerto dei Beatles sul tetto della Apple il 30 gennaio 1969 a Saville Row, Londra, Inghilterra)
22. Free as a Bird (Lennon/McCartney/Harrison/Richard Starkey) (Videoclip promozionale girato per il documentario The Beatles Anthology, trasmesso il 19 novembre 1995 dalla BBC)
23. Real Love (Lennon) (Videoclip promozionale originariamente girato per il documentario The Beatles Anthology, ma successivamente utilizzato in occasione della ristampa in formato DVD del documentario nel 2003)

## Formazione
The Beatles
- George Harrison - chitarra solista, voce, cori, armonie vocali, chitarre
- John Lennon - voce, chitarra ritmica, cori, armonie vocali, chitarra acustica
- Paul McCartney - voce, basso, cori, armonie vocali, pianoforte
- Ringo Starr - batteria, percussioni

Crediti
- George Martin - produttore
- Giles Martin - produttore